# Bataille de Blair's Landing
Guerre de Sécession
Batailles
Campagne de la Red River
- Fort De Russy
- Mansfield
- Pleasant Hill
- Blair's Landing
- Monett's Ferry
- Mansura
- Yellow Bayou

La bataille de Blair's Landing est une bataille de la guerre de Sécession qui s'est déroulée le 12 avril 1864, dans la Paroisse de Red River, en Louisiane, au cours de la campagne de la Red River.

## Bataille

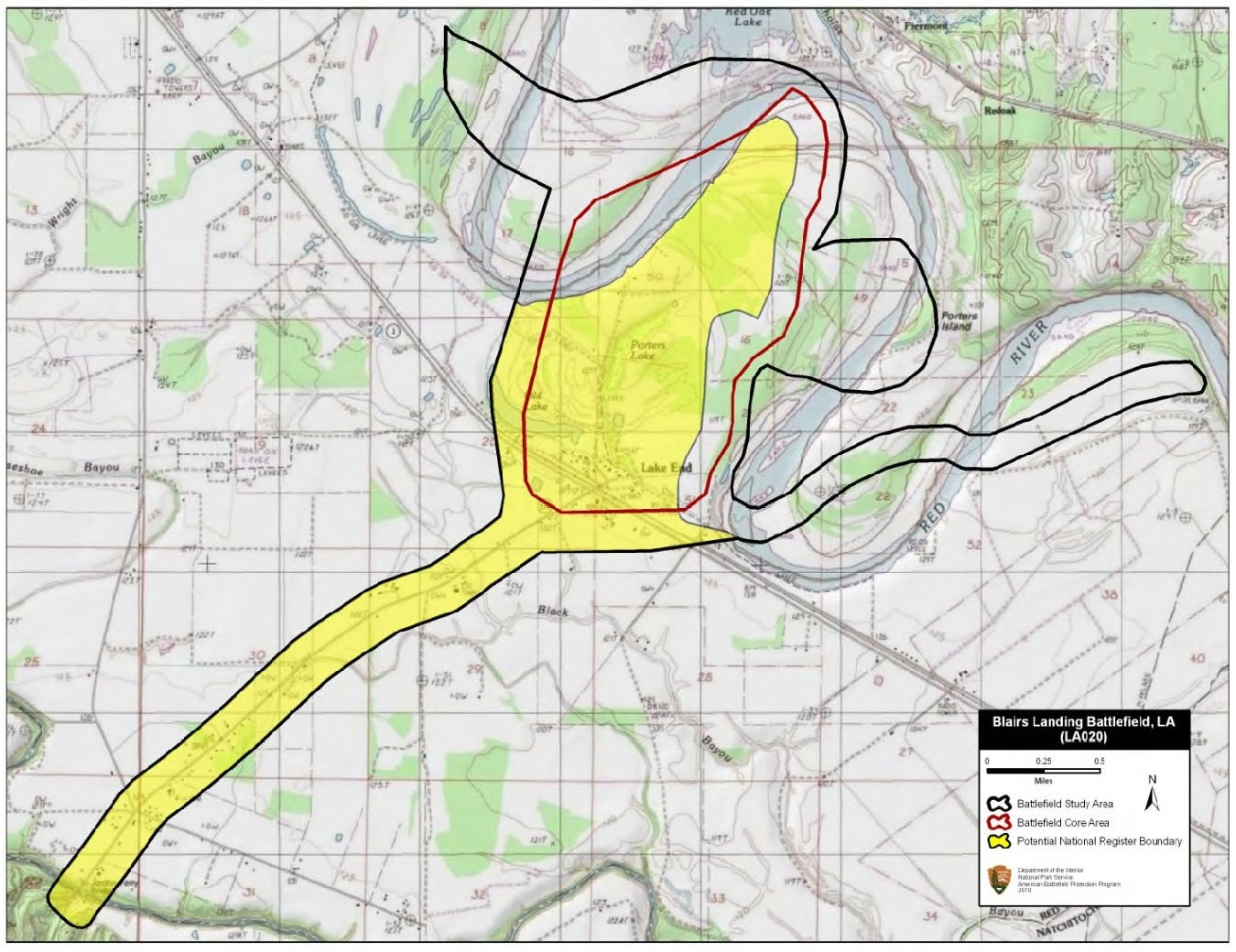
Carte du champ de bataille de Blair's Landing et les zones d'étude par le programme de protection des champs de bataille américains.

Après la bataille de Pleasant Hill , le 9 avril, le brigadier général Tom Green mène ses hommes à Pleasant Hill Landing sur la rivière rouge, où, vers 16 heures, le 12 avril, ils découvrent des transports et des canonnières de l'Union cloués au sol et endommagés, les transports fluviaux des XVI et XVII corps, et les canonnières de la marine américaine, avec des fournitures et de l'armement à bord. Les troupes de la division provisoire du brigadier général de l'Union Thomas Kilby Smith du XVII corps, et les canonnières de la Marine fournissent la protection pour  les transports de l'armée. Green et ses hommes chargent les bateaux. Quand Green attaque, les hommes de Smith font preuve d'une grande ingéniosité dans la défense des bateaux et dans la dispersion de l'ennemi. Se cachant derrière des balles de coton, des sacs d'avoine, et autres obstacles succédanés, les hommes sur les navires, ainsi que les canonnières de la marine, repoussent l'attaque, tuent Green, et dévastent les rangs confédérés. Les confédérés se retirent et la plupart des transports de l'Union continuent leur route en l'aval. Le 13 avril, à Campti, d'autres bateaux s'échouent, et sont sous le feu ennemi des troupes du sous-district du nord de la Louisiane du brigadier général St. John Richardson Liddell, qui harcèlent le convoi tout au long des 12 et 13 avril. Le convoi atteint l'armée du major général Nathaniel Banks à Grand Ecore, approvisionnant l'armée avec des fournitures grandement nécessaires.